# 불칸 그룹
불칸 그룹(영어: VULKAN Group)은 VULKAN COUPLING(커플링), VULKAN DRIVE TECH(드라이브 테크) 및 VULKAN LOKRING(로클링)로 구성된 독일의 회사이다. 이 회사의 제품으로는 커플링, 변속클러치, 탄성 마운트 및 냉매 라인 용 연결 로클링 등이 있다. 현재 51개국 이상에서 사업을 하고 있으며, 전 세계적으로 19개의 자회사, 50개의 대리점 및 5개 나라에 생산 시설을 보유하고 있다. 아울러 2008년부터 Hackforth Holding GmbH & Co. KG가 자회사들의 관리 회사가 되었다.

## 역사
1918년 제 1차 세계 대전이 끝날 때 Heinrich Behrend社가 Dortmunder Vulkan AG로 변경되며 창립되었다. 커플링은 압연기, 크레인, 선박, 기관차, 프레스 및 윈치와 같은 모든 종류의 동력전달에 사용되는 장비로써, 오토 헤게만 (Otto Hegemann)이 설계한 리버싱 기어는 해양 기어 제조에 새로운 시대를 열었다.
기계 제조 회사인 Hackforth & Co. (전 Wanne-Eickel)로부터 1941년 Vulkan 회사의 생산공정을 인수했다. 2차 세계 대전 이 끝남과 동시에 두 회사의 성공적인 발전의 첫 번째 장을 마쳤다.
1945년, 현재 본사가 위치한 독일의 Heerstraße 지역에서의 재건축이 시작되었다.
VULKAN의 새로운 시대는 1951년 Waldemar Zadow와의 라이센스 계약으로 전 세계적으로 고탄성 커플링을 제조하고 배포할 수 있는 독점권을 받았다. 더불어 특허 출원된 VULKAN EZ 커플링의 생산이 시작되었다. 1956년, Bernhard Hackforth께서 회사를 인수했다. 회사 본사는 공식적으로 도르트문트에서 Wanne-Eickel 로 이전 되었다. 디젤 엔진 부문의 발전에 따라 탄성 커플링의 범위는 최대 토크 220kNm까지 더욱 발전하게 되었다.
1967년, 회사는 전세계 역사상 가장 큰 탄성 커플링을 생산했다.
1970년대 이래 수많은 자회사가 설립되었다. 단독 소유주로 운영되었던 이 회사는 합자 회사로 전환되어 Vulkan Kupplungs- und Getriebebau Bernhard Hackforth GmbH & Co.KG라는 이름으로 변경되었다. 1978년은 다각화의 시작을 보았다 : Vulkan Lokring Rohrverbindungen GmbH & Co. KG社가 설립되었다. 1977년 10월 Bernhard Hackforth는 Vulkan Group의 새로운 회사 관리에 집중하기 위해 Vulkan Kupplungs- und Getriebebau의 단독 경영진을 그의 아들 Bernd Hackforth에게 넘겼다.
제품을 글로벌화시키고 마케팅 전략을 최적화하기 위해 Vulkan 그룹의 비즈니스는 2008년에 VULKAN Couplings, VULKAN Drive Tech, VULKAN Lokring 3개의 사업부로 구분되었다. 2011년부터 4세대 경영진으로 Sebastian Hackforth씨가 책임을 맡고 대표 이사로 취임했다. Vulkan은 2015년 Herne에 새로운 본사를 설립했다.

## 제품 및 적용

### 조선해양 및 발전기 적용
Vulkan Couplings는 조선해양 및 발전기 응용 분야를 주로 담당하는 부서이다. 제품 중에는 조선 응용 및 발전기 적용을 위한 고탄성 커플링(Highly flexible Couplings), 댐퍼(Dampers), 마운트(Mounts), 샤프트(Shaft) 가 있다. 이 부서는 또한 추진 시스템의 비틀림 진동 분석, 시스템 작동을 위한 현장 서비스, 유지 보수 및 현장 검사와 같은 서비스를 제공한다.

#### 조선해양 추진체
VULKAN Couplings는 VULKAN 그룹에서 가장 높은 판매 활동을 하고 있는 비즈니스 부문이다. 디젤 메카닉 또는 디젤 일렉트릭 구동 (주 엔진 및 보조 엔진 모두) 개념이 있는 선박은 고탄성 커플링을 사용하는 경향이 있으며 복합 샤프트, 탄성 마운트, 클러치 및 소음 및 진동 감쇠 서비스도 제공한다.
이 회사는 또한 Vulkan이 시스템 통합자인 맞춤형 솔루션을 제공하는 VULKAN HYBRID ARCHITECT 프로젝트에서 하이브리드 드라이브용 통합 추진 시스템 엔지니어링을 개발하고 있다.
이러한 제품을 설치하는 선박의 예로는 Spearhead 급 원정용 고속 수송선과 미국 해군의 인디펜던트급 연안 전투함, "Inai Kenanga"흡입 준설선, "Esperanza del Mar"병원선, 탄소 섬유 샤프트를 적용한 VECTRA 3000 클래스 예인선, 예인선 헤라클레스용 커플링, "아리아" FPSO(Floating production storage and offloading), 크레인선 Pioneering Spirit  에 적용된 커플링 혹은 EU H2020프로젝트의 E-Ferry용 고탄성 커플링 등이 있다.

#### 발전소
육상 적용 발전기 (flexible 혹은 rigidly mounted engines) 중에는 발전소, 컨테이너 및 비상 발전기, 원자력 발전소가 있다 ... .
주요 제품은 설치의 특정 요구 사항에 따라 flexible mounted engines(혹은 탄성적으로 적용된 사례)에 적용 가능한 VULKARDAN E, RATO S 또는 RATO R 커플링을 사용할 수 있으며, rigidly mounted engines의 경우 RATO DG, RATO S 또는 RATO R 커플링을 사용할 수 있다.

### 산업용 드라이브 솔루션
산업용 드라이브 솔루션 사업부는 Vulkan Drive Tech이며 산업용 어플리케이션을 위한 탄성 커플링, 리지드 커플링, 산업용 클러치 및 브레이크, 샤프트 시스템, 백스톱 및 탄성 마운트를 생산한다. 이러한 제품은 다음과 같은 주요 영역에서 사용된다.
- 오일 및 가스(Oil & Gas) 분야의 모든 단계를 위한 드라이브 솔루션 : 탄성(Flexible) 커플링, 고탄성(Highly flexible)커플링, 비틀림 강성 커플링, 팬, 송풍기 및 크레인용 브레이크 시스템을 공급한다.
- 굴착 및 청소 기계, 컨베이어 시스템, 굴삭기, 스태커 및 회수기, 교반기 및 분리기, 분류 시스템 및 장치를 위한 커플링 및 브레이크 시스템을 제공한다.
- 주로 EOT 갠트리 크레인과 같은 벌크 자재 취급 분야에서 고속 및 저속 샤프트, 서비스 및 비상 브레이크, 백스톱 및 커플링을 제공한다.
- 철강 산업의 경우 주로 주조 및 라미네이션 기계에 탄성 혹은 리지드 커플링, 브레이크 및 백스톱 등이 사용된다.[15]
- 수력 및 풍력 발전기에 적용되는 고속용 로터 브레이크가 있다.

### 냉장 냉동 및 공조
Vulkan Lokring 사업부는 냉매 라인 용 요소를 연결하는 특허 기술을 보유하고 있다. 이러한 유형의 결합은 무용접 용 분리 불가능한 튜브 조인트로 구성된다. 산업용 냉장 및 공조, 냉동 기기 및 차량용 자동차 공조장치에 사용된다. 이 기술은 NASA가 우주 왕복선에 장착하기 위해 개발했으며, 후에 민간에서 사용하기 위해 특허를 구입했다.